# Papaipema arctivorens
Papaipema arctivorens là một loài bướm đêm trong họ Noctuidae.